# Hem, kära hem
Hem, kära hem (engelska: The Finishing Touch) är en amerikansk komedifilm med Helan och Halvan från 1928 regisserad av Leo McCarey och Clyde Bruckman.

## Handling
Helan och Halvan jobbar som hantverkare och är igång med att bygga ett hus. Husets ägare ger de löfte om mer pengar om de blir färdiga i tid. Men det verkar inte gå så bra för Helan och Halvan då mycket saker går sönder under byggets gång. Arbetet går inte heller bättre när de får reda på att deras arbetsplats ligger nära ett sjukhus.

## Om filmen
Filmen är en delvis remake av Buster Keatons film One Week från 1920, med vissa detaljer ur stumfilmerna The Noon Whistle från 1923 med Stan Laurel, Smithy från 1924 även den med Laurel och Stick Around från 1925 med Oliver Hardy.
Trots att komikerduon Helan och Halvan medverkar som duo i filmen lanserades den inte vid premiären som en "Helan och Halvan"-film, utan som en All Star-film av Hal Roach.

## Rollista
- Stan Laurel – Stan (Halvan)
- Oliver Hardy – Ollie (Helan)
- Edgar Kennedy – polisen
- Dorothy Coburn – sjuksköterskan
- Sam Lufkin – husägaren[2]